# جام اولستر ۹۶–۱۹۹۵
جام اولستر ۱۹۹۵–۱۹۹۶ چهل و هشتمین دوره جام اولستر در ایرلند شمالی بود.
باشگاه فوتبال پورتادون برای دومین بار قهرمان مسابقات جام اولستر گردید و باشگاه فوتبال لینفیلد را با نتیجه ۵–۳ در ضربات پنالتی مغلوب خود نمود و در مسابقات فینال این دوتیم در مقابل یکدیگر صف آرایی نمودند و نتیجه این صف آرایی این دو تیم تساوی ۲–۲ شد و سرانجام تیم پورتادون با ضربات پنالتی توانست برای بار دوم قهرمان جام اولستر شود.

## نیمه نهایی
| تیم ۱   | نتیجه | تیم ۲    |
| ------- | ----- | -------- |
| گلناون  | ۲–۳   | پورتادون |
| لینفیلد | ۳–۲   | صلیبی    |

## فینال
| تیم ۱    | نتیجه | تیم ۲   |
| -------- | ----- | ------- |
| پورتادون | ۵–۳   | لینفیلد |